# Derthona Foot Ball Club 1987-1988
Questa voce raccoglie le informazioni riguardanti il Derthona Foot Ball Club nelle competizioni ufficiali della stagione 1987-1988.

## Stagione
Nella stagione 1987-1988 il Derthona ha disputato il girone A della Serie C1, ottenendo il tredicesimo posto in classifica con 27 punti. Il torneo è stato vinto dalla coppia composta da Ancona e Monza, che hanno conquistato 45 punti e sono state entrambe promosse in Serie B.

## Rosa
| N. |                   | Ruolo | Calciatore           |
| -- | ----------------- | ----- | -------------------- |
|    | Italia (bandiera) | D     | Maurizio Bergo       |
|    | Italia (bandiera) | A     | Rino Bettonte        |
|    | Italia (bandiera) | C     | Riccardo Cenci       |
|    | Italia (bandiera) | D     | Maurizio Dozzi       |
|    | Italia (bandiera) | A     | Luciano Ferla        |
|    | Italia (bandiera) | D     | Claudio Gabetta      |
|    | Italia (bandiera) | A     | Riccardo Gori        |
|    | Italia (bandiera) | P     | Stefano Gualco       |
|    | Italia (bandiera) | C     | Gianpaolo Lussignoli |

| N. |                   | Ruolo | Calciatore               |
| -- | ----------------- | ----- | ------------------------ |
|    | Italia (bandiera) | C     | Gian Luca Narducci       |
|    | Italia (bandiera) | P     | Giorgio Nasuelli         |
|    | Italia (bandiera) | C     | Cristiano Patta          |
|    | Italia (bandiera) | C     | Agostino Pecorario       |
|    | Italia (bandiera) | C     | Gianpietro Percassi      |
|    | Italia (bandiera) | D     | Massimo Prevedini        |
|    | Italia (bandiera) | C     | Giovanni Marco Recaldini |
|    | Italia (bandiera) | D     | Marco Taffi              |
|    | Italia (bandiera) | C     | Gaspare Uzzardi          |

## Risultati

### Serie C1

#### Girone di andata
| 20 settembre 1987 1ª giornata | Fano | 1 – 1 | Derthona |  |

| 27 settembre 1987 2ª giornata | Derthona | 1 – 1 | Livorno |  |

| 4 ottobre 1987 3ª giornata | Lucchese | 2 – 0 | Derthona |  |

| 11 ottobre 1987 4ª giornata | Derthona | 1 – 1 | Centese |  |

| 18 ottobre 1987 5ª giornata | Spezia | 0 – 0 | Derthona |  |

| 25 ottobre 1987 6ª giornata | Derthona | 0 – 1 | Ancona |  |

| 1º novembre 1987 7ª giornata | Vis Pesaro | 3 – 1 | Derthona |  |

| 8 novembre 1987 8ª giornata | Derthona | 0 – 0 | Rimini |  |

| 15 novembre 1987 9ª giornata | Pavia | 1 – 0 | Derthona |  |

| 22 novembre 1987 10ª giornata | Derthona | 0 – 0 | SPAL |  |

| 29 novembre 1987 11ª giornata | Prato | 1 – 1 | Derthona |  |

| 6 dicembre 1987 12ª giornata | Derthona | 1 – 0 | Lanerossi Vicenza |  |

| 13 dicembre 1987 13ª giornata | Ospitaletto | 1 – 2 | Derthona |  |

| 20 dicembre 1987 14ª giornata | Derthona | 1 – 3 | Virescit Bergamo |  |

| 3 gennaio 1988 15ª giornata | Trento | 2 – 1 | Derthona |  |

| 10 gennaio 1988 16ª giornata | Derthona | 0 – 4 | Reggiana |  |

| 17 gennaio 1988 17ª giornata | Monza | 1 – 0 | Derthona |  |

#### Girone di ritorno
| 24 gennaio 1988 18ª giornata | Derthona | 1 – 0 | Fano |  |

| 31 gennaio 1988 19ª giornata | Pro Livorno | 2 – 0 | Derthona |  |

| 7 febbraio 1988 20ª giornata | Derthona | 0 – 1 | Lucchese |  |

| 21 febbraio 1988 21ª giornata | Centese | 2 – 1 | Derthona |  |

| 28 febbraio 1988 22ª giornata | Derthona | 0 – 0 | Spezia |  |

| 6 marzo 1988 23ª giornata | Ancona | 0 – 0 | Derthona |  |

| 13 marzo 1988 24ª giornata | Derthona | 0 – 0 | Vis Pesaro |  |

| 20 marzo 1988 25ª giornata | Rimini | 1 – 1 | Derthona |  |

| 2 aprile 1988 26ª giornata | Derthona | 2 – 1 | Pavia |  |

| 10 aprile 1988 27ª giornata | SPAL | 1 – 0 | Derthona |  |

| 17 aprile 1988 28ª giornata | Derthona | 1 – 0 | Prato |  |

| 24 aprile 1988 29ª giornata | Lanerossi Vicenza | 1 – 0 | Derthona |  |

| 8 maggio 1988 30ª giornata | Derthona | 1 – 0 | Ospitaletto |  |

| 15 maggio 1988 31ª giornata | Virescit Bergamo | 2 – 0 | Derthona |  |

| 22 maggio 1988 32ª giornata | Derthona | 3 – 2 | Trento |  |

| 29 maggio 1988 33ª giornata | Reggiana | 0 – 1 | Derthona |  |

| 5 giugno 1988 34ª giornata | Derthona | 0 – 1 | Monza |  |